# Auferstehungskirche (Freiburg im Breisgau)

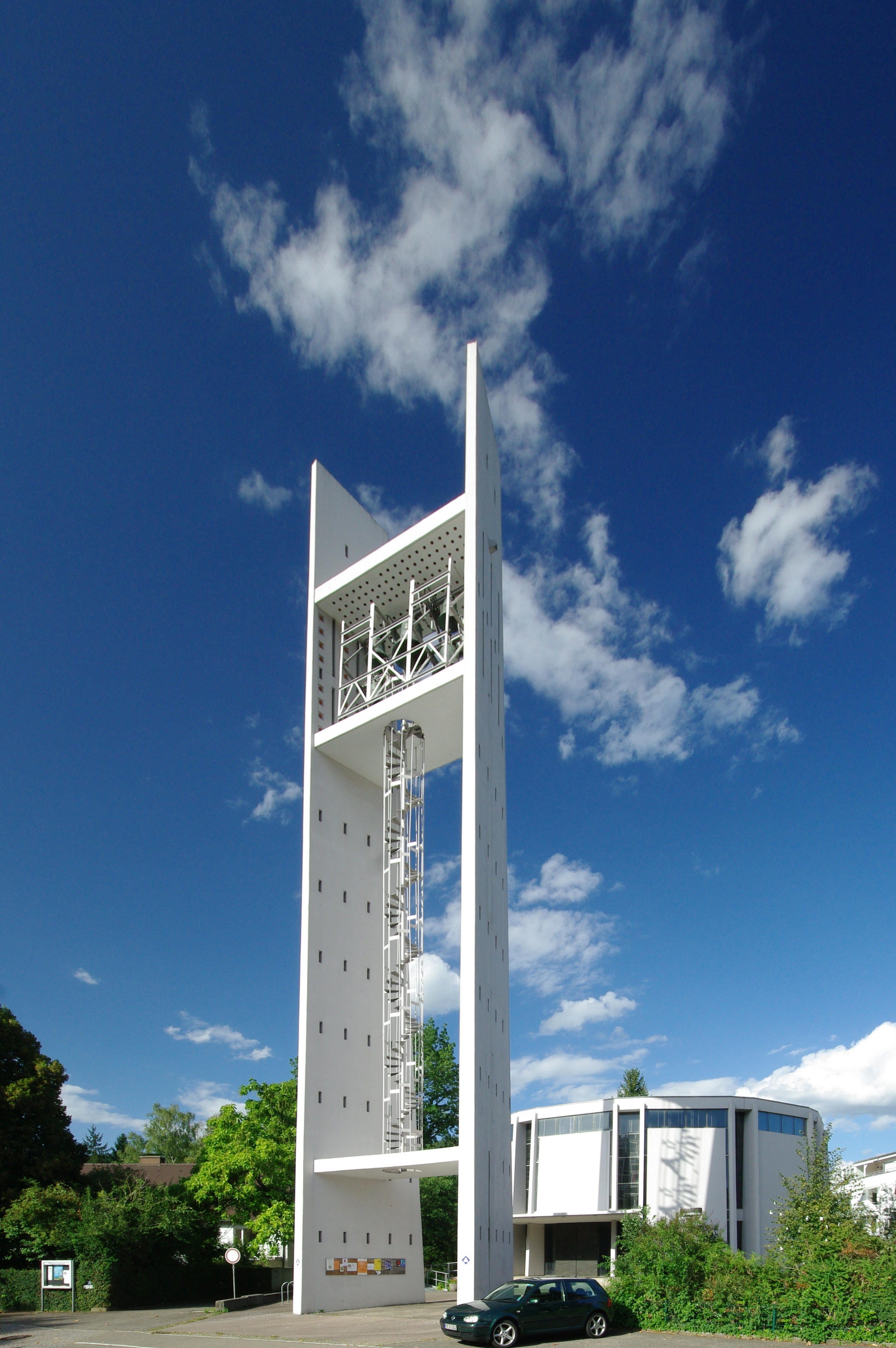
Auferstehungskirche in Freiburg im Breisgau

Die Auferstehungskirche im Stadtteil Littenweiler der Stadt Freiburg im Breisgau ist eine evangelische Kirche und Predigtkirche in der Pfarrei Freiburg-Ost. Sie wurde 1961/62 erbaut nach Plänen der Architekten Herbert Dörr (1924–2002) und Klaus Gottschall (1923–1995). Sie ist eingetragen in die Liste der Kulturdenkmale in Baden-Württemberg und gehört außerdem zu den verlässlich geöffneten Kirchen.

## Beschreibung

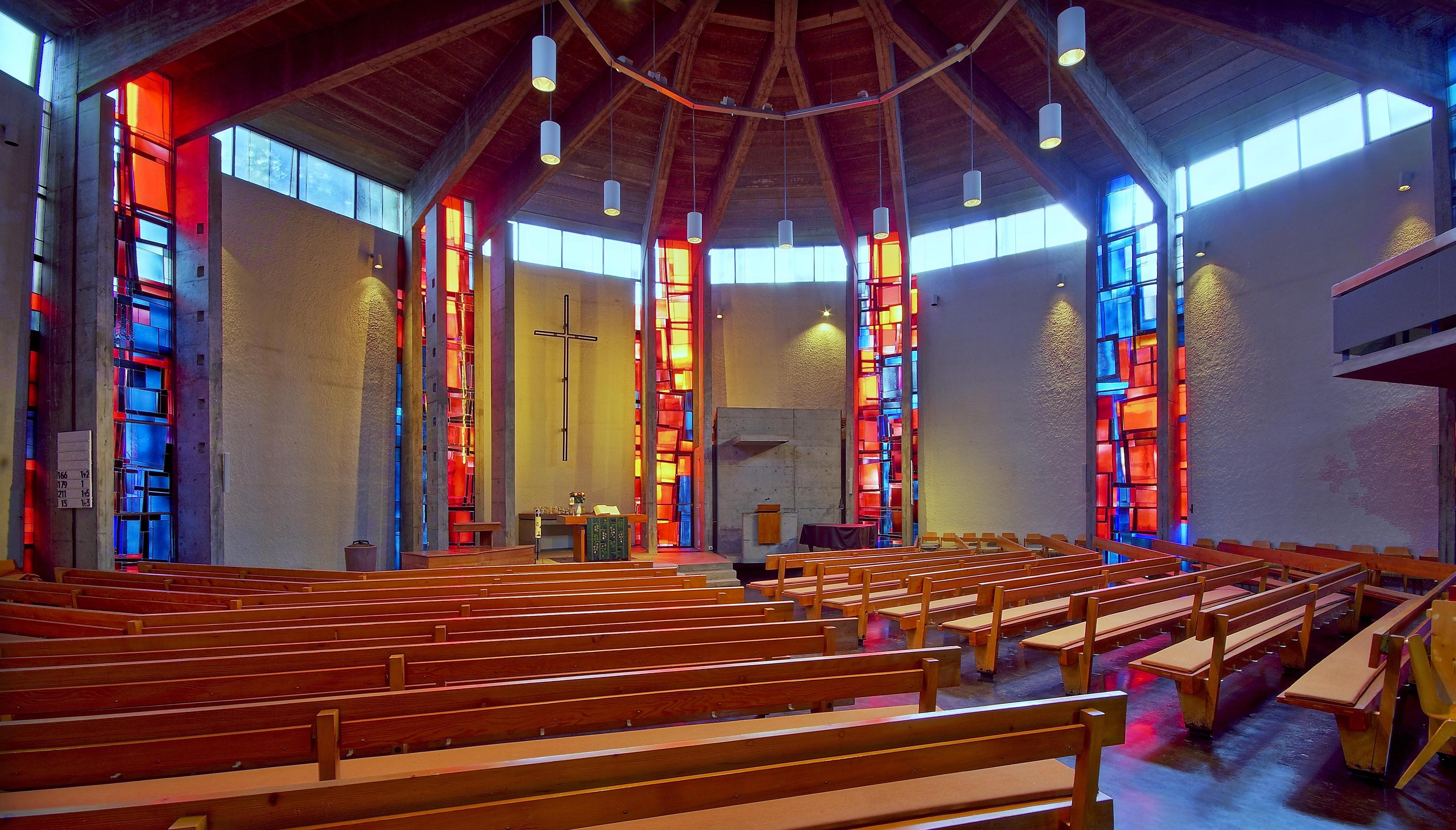
Auferstehungskirche innen

Die Kirche ist ein Zentralbau mit frei stehendem Glockenturm. Die kreisrunde Kirche (streng genommen ein Zwölfeck) soll einem Kreuzfahrerzelt nachempfunden sein, wobei zwölf Doppelstützen aus Beton, die das Dach tragen, die Zeltstangen symbolisieren, dazwischen gleichen weiße, nicht tragende Wände den Zeltwänden. Zwischen den beiden Doppelstützen reichen jeweils farbige Fensterbänder vom Fußboden bis zur Decke, während über den Seitenwänden unterhalb der Decke ein klares Fensterband verläuft.

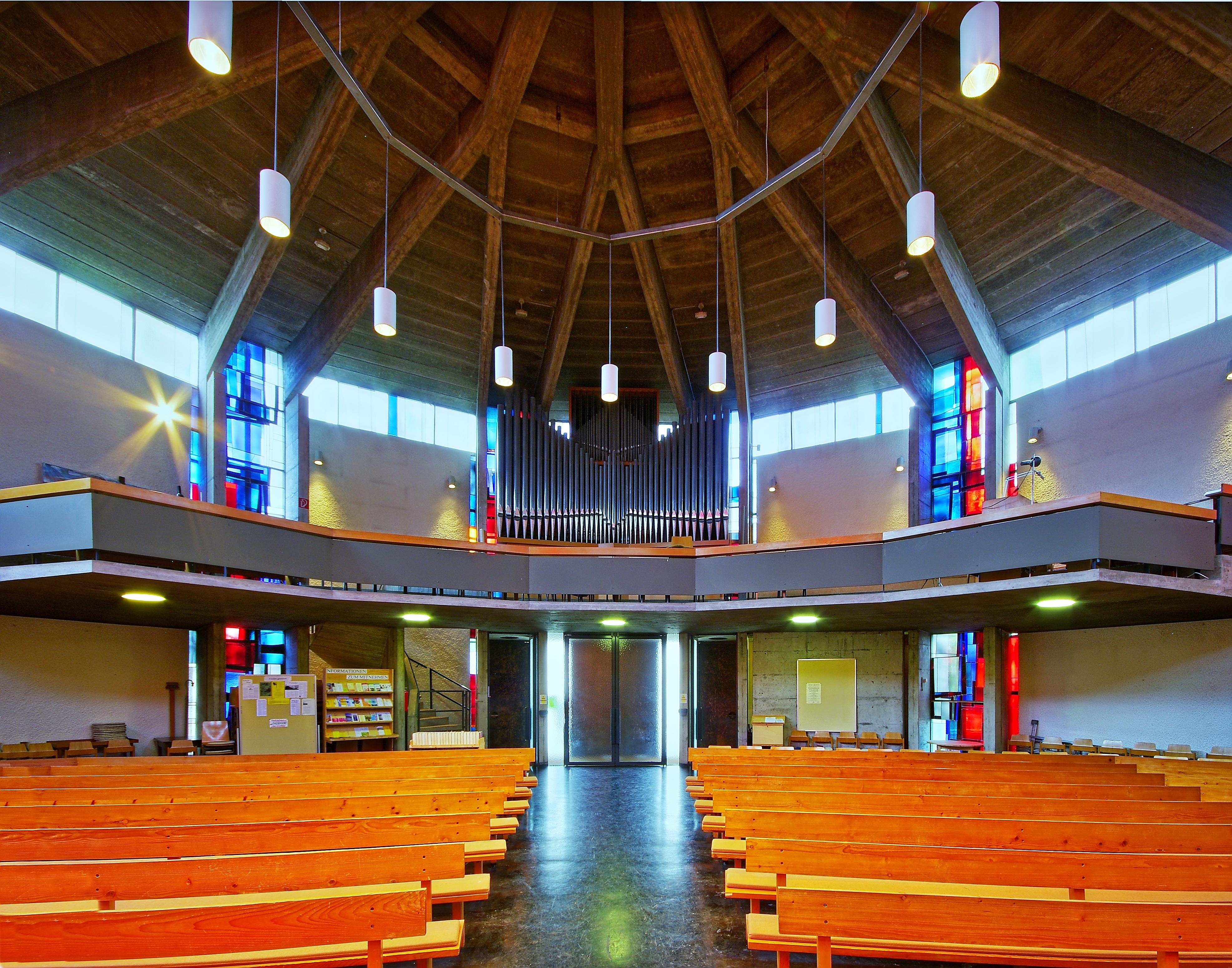
Inneres, Blick zur Orgel

Im Innern ist die Kirche von Südwest auf den Altar im Nordosten ausgerichtet. Die farbigen, abstrakt gestalteten Lichtbänder zwischen den Doppelstützen wurden entworfen von dem Maler und Glaskünstler Kurt Frank und gegossen von der Kunstglaserei Böcherer. Sie sollen den Weg von der Passion zur Auferstehung symbolisieren, beginnend mit dunklen Blau- und Grautönen neben dem Eingang bis zu hellen Rot- und Gelbtönen neben dem Altar.
Orgel
Über dem Eingang befindet sich eine Empore, darauf eine Orgel der Werkstatt Willi Peter von 1967, die über 24 Register auf zwei Manualen und Pedal verfügt. Sie wurde 2018 von der Werkstatt Freiburger Orgelbau Späth gründlich renoviert.
Turm und Glocken
Der frei stehende „Turm“ ist eigentlich nur ein Glockenträger: Zwei 29 Meter hohe schräg zueinander stehende Betonscheiben tragen im oberen Bereich einen offenen stählernen Glockenstuhl, in dem fünf Glocken hängen. Eine transparente Wendeltreppe aus Stahl zwischen den Betonscheiben ermöglicht den Zugang zum Glockenstuhl. Die Kirche betritt man, nachdem man zwischen den beiden Betonscheiben hindurch vor den Eingang getreten ist.
| Glocke | Name                | Gewicht | Schlagton |
| ------ | ------------------- | ------- | --------- |
| 1      | Auferstehungsglocke | 1260 kg | es′       |
| 2      | Gnadenglocke        | 885 kg  | f′        |
| 3      | Zuversichtsglocke   | 600 kg  | as′       |
| 4      | Friedensglocke      | 425 kg  | b′        |
| 5      | Heimatglocke        | 330 kg  | c″        |

Das Glockengeläut ist auf das der benachbarten katholischen Kirche St. Barbara abgestimmt.

## Nachweise
1. ↑  Geöffnete Kirchen sind Kirchen der evangelischen Landeskirche, die auch außerhalb der Gottesdienste zu festen Zeiten geöffnet sind.
2. ↑  Freiburg im Breisgau / Littenweiler – Auferstehungskirche – Orgel Verzeichnis – Orgelarchiv Schmidt. Abgerufen am 10. Juli 2022 (deutsch).
3. ↑  Freiburg-Dreisamtal.de – Die Glocken der evangelischen Auferstehungsgemeinde

Koordinaten: 47° 59′ 1″ N, 7° 53′ 52″ O